# 結晶

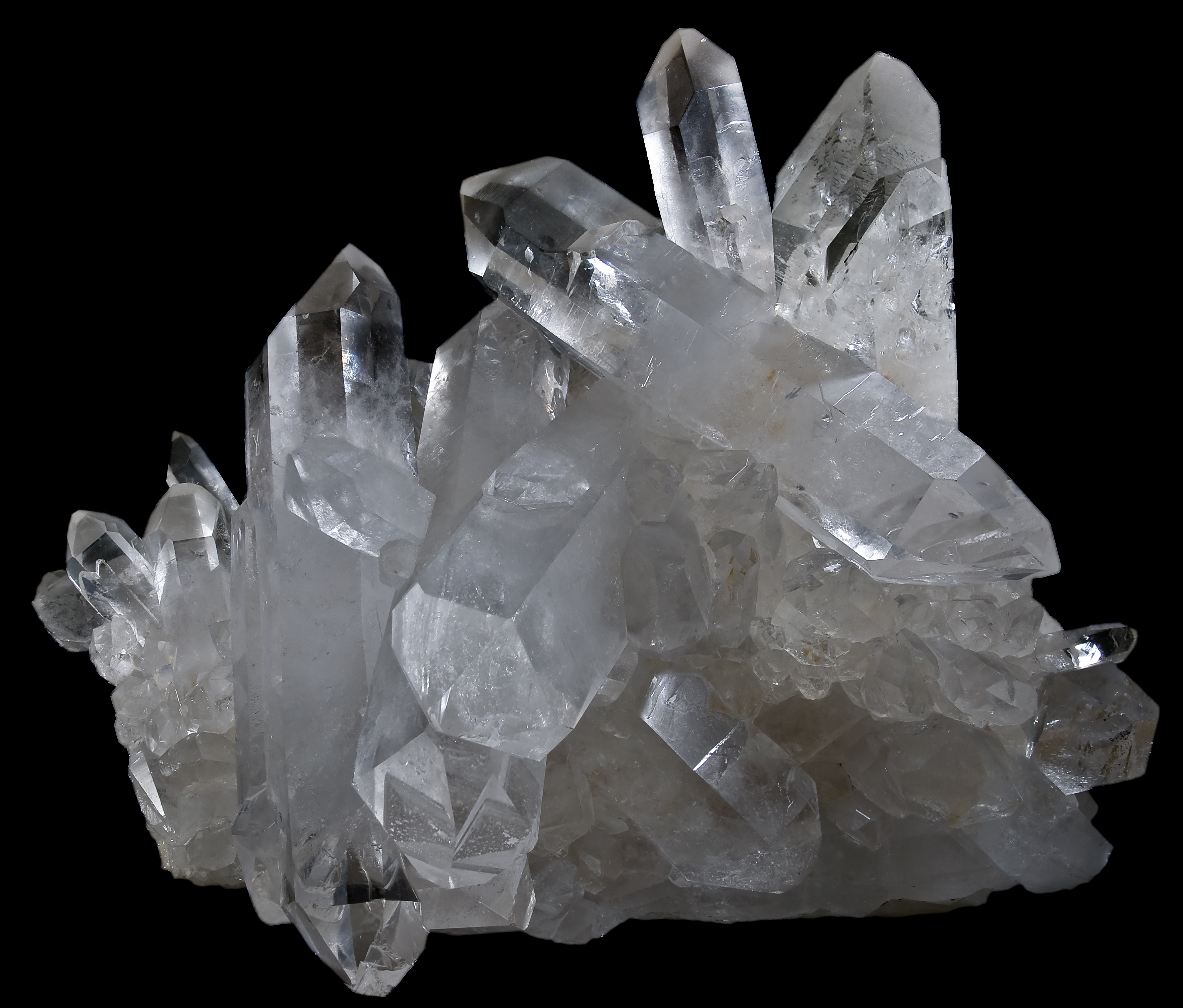
石英の結晶

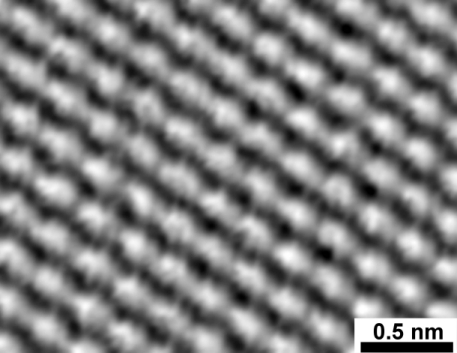
走査型トンネル顕微鏡により観測されたグラファイト表面の結晶構造

結晶（、英: crystal）とは、原子、分子、またはイオンが、規則正しく配列している固体である。

## 概要
結晶を構成する原子の配列は、X線や電子線など、可視光線と比べて短い波長の電磁波に対して回折格子として働き、X線回折あるいは電子回折（電子線回折）と呼ばれる現象を引き起こす。この現象は、結晶構造を同定するために利用される。
モデルとは異なり、現実の結晶は、完全な規則性を有しているわけではなく、格子欠陥と呼ばれる原子の配列の乱れが存在する。格子欠陥の存在によって、理想的な結晶の構造から予想されるものとは異なる性質を示すことがある。例えば、一般的な金属が比較的小さな力で塑性変形する事は、結晶欠陥の存在によって説明される。
準結晶と呼ばれる構造は、並進対称性を欠くにもかかわらず、X線を回折する高度に規則的な構造を持っている。数学的には高次元結晶の空間への射影として記述される。また、液晶は3次元のうちの一つ以上の方向について対称性が失われた状態である。そして、規則正しい構造をもたない物質をアモルファス（非晶質）と呼び、これは結晶の対義語である。

## 定義
国際結晶学連合 (IUCr) では1992年に、結晶（Crystal) を「本質的に離散的な回折を与える固体」として、また非周期的結晶 (aperiodic crystal) を「三次元の格子の周期性を持っていない結晶」として定義し直している。
これにより、3次元の周期性は悪すぎるが非周期的結晶の解析のために開発された結晶学的方法によって
議論ができる化合物、例えば変調された構造体、ポリタイプ、不整合（インコメンシュレート）相、複合結晶、準結晶も結晶と呼ぶこととなった。

## 種類
結合の種類によって結晶は次のように分類される。
- 共有結合結晶
- イオン結晶
- 金属結晶
- 分子結晶
  - ファンデルワールス結晶（分子性結晶）
  - 水素結合結晶

食塩結晶において、それを形成する結合は一種類だけとは限らず、複数の結合が混在（共有性とイオン性両方を示す場合はよくある）している場合がある。例として2001年に39Kの超伝導を示し有名になった MgB2（二ホウ化マグネシウム）がある。MgB2 は金属（金属間化合物）でありながら、原子間の結合が主に共有結合による部分（B層のB原子間）と主にイオン結合による部分（Mg層とB層の間）からなる（電子状態は金属なので、金属結合的な部分もある）。